# Таймыр (атомный ледокол)
Эта статья об атомном ледоколе «Таймыр». О ледокольном пароходе «Таймыр» см. Таймыр (ледокол, 1909)
«Таймы́р» — атомный ледокол, предназначенный для проводки судов в устья сибирских рек. Отличается уменьшенной осадкой. Назван в честь ледокольного парохода начала XX века «Таймыр».
Корпус ледокола был построен в конце 1980-х годов в Финляндии на судоверфи Wärtsilä («Вяртсиля Морская Техника») в Хельсинки по заказу Советского Союза. Однако оборудование (силовая установка на основе реактора КЛТ-40М и др.) на судне было установлено советское, использовалась сталь советского производства. Установка атомного оборудования производилась в Ленинграде, куда корпус ледокола был отбуксирован в 1988 году. Эта установка развивает мощность в 50 000 л. с. и позволяет ледоколу идти через лёд толщиной в два метра. При толщине льда в 1,77 метров скорость ледокола составляет 2 узла. Ледокол может действовать при температурах до −50 °C.
Строительство «Таймыра» было важной вехой в истории сотрудничества Финляндии и СССР. Там же был построен и второй корпус этой серии — будущий «Вайгач».

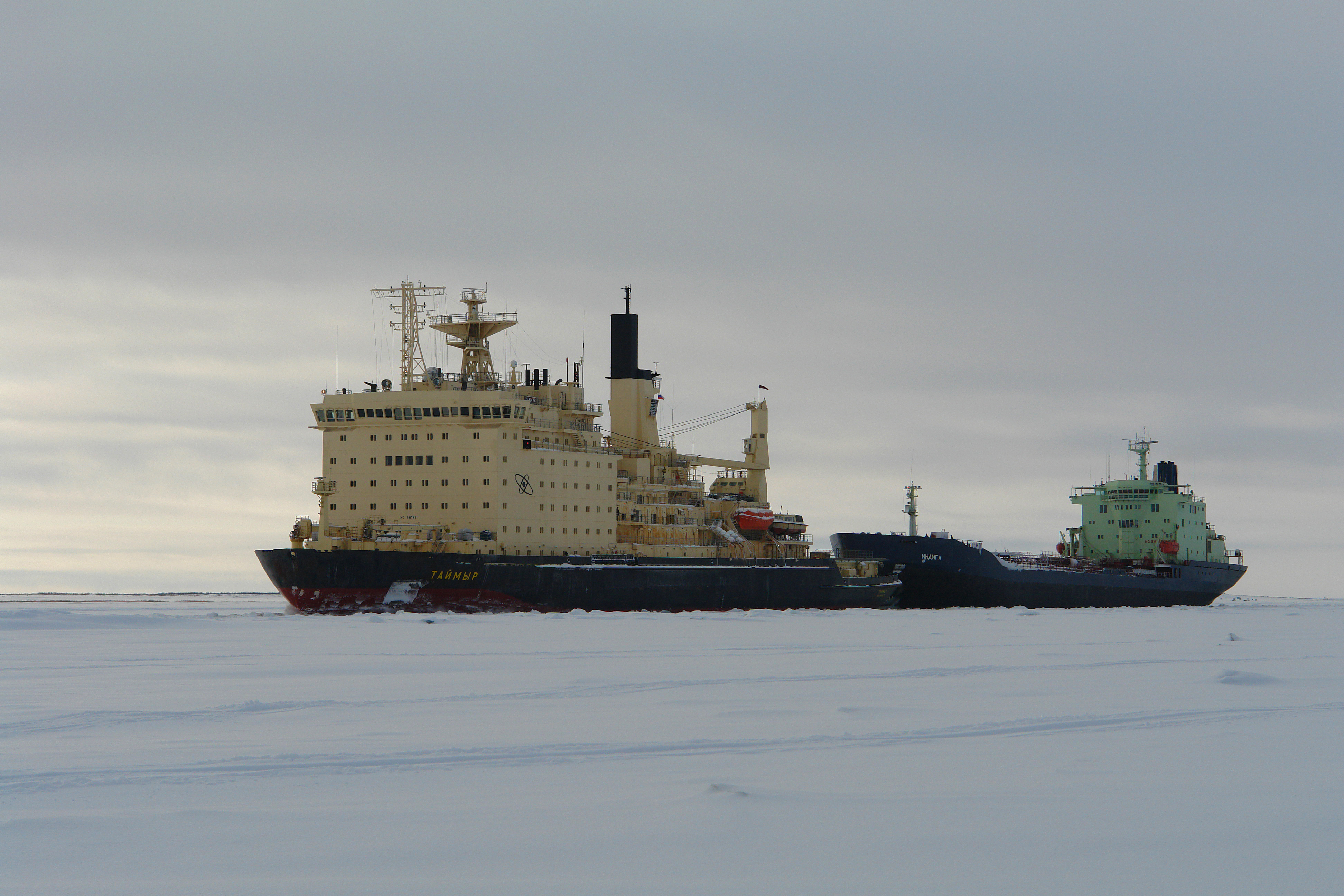
Ледокол «Таймыр» ведёт танкер «Индига» во льдах Енисея на подходе к порту Дудинки
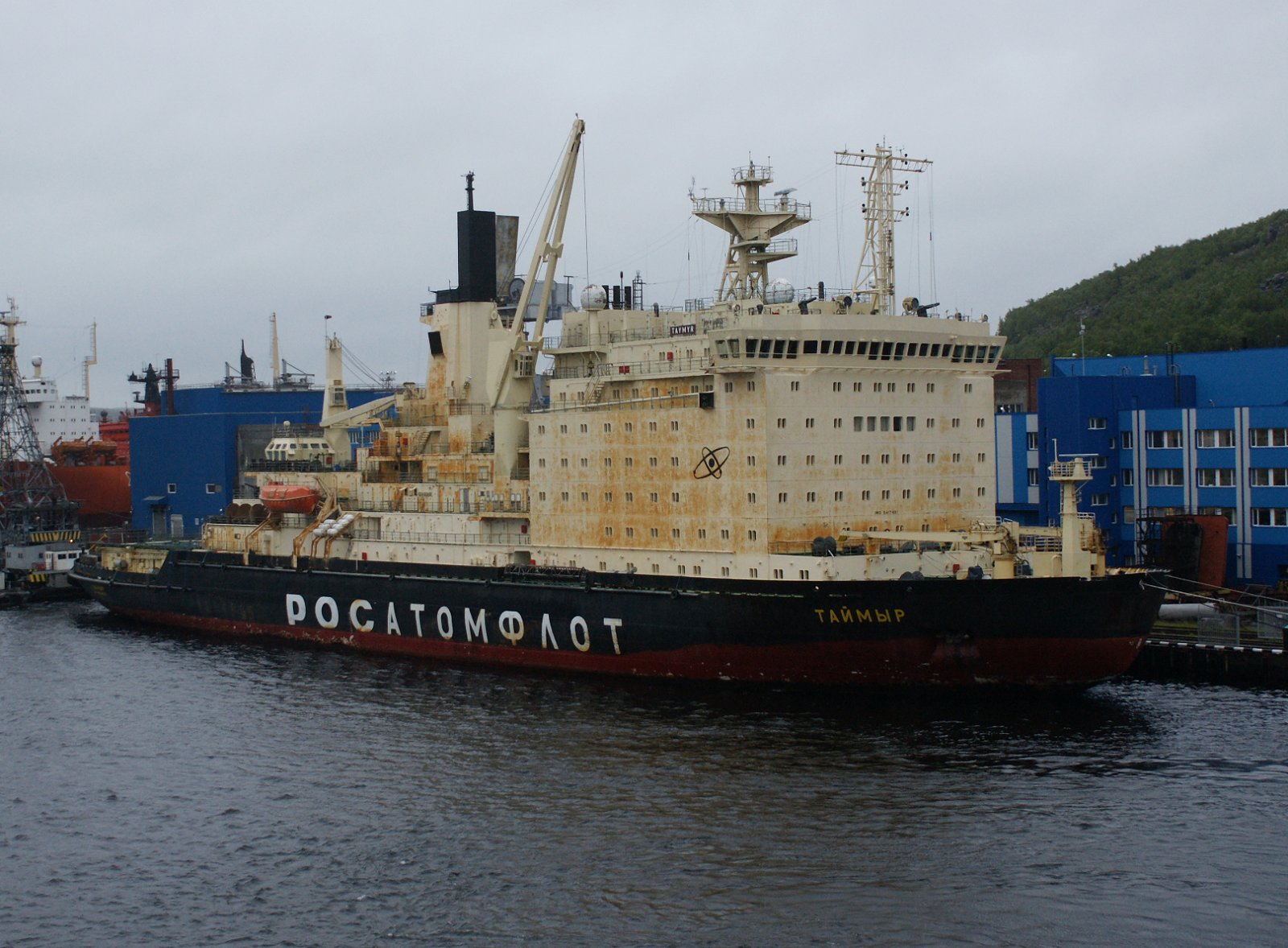
«Таймыр» у причала в Мурманске, июль 2012
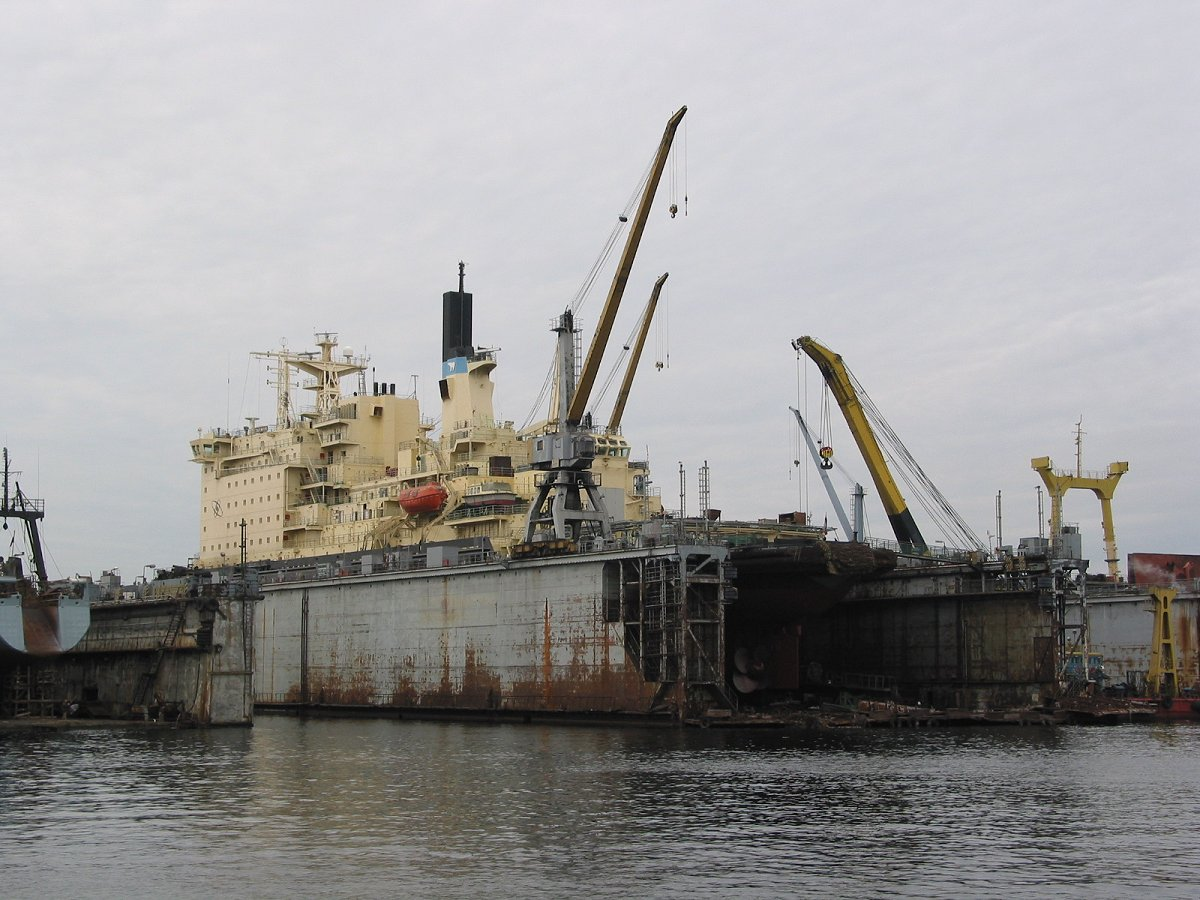
«Таймыр» в доке судоремонтного завода в Мурманске, август 2003
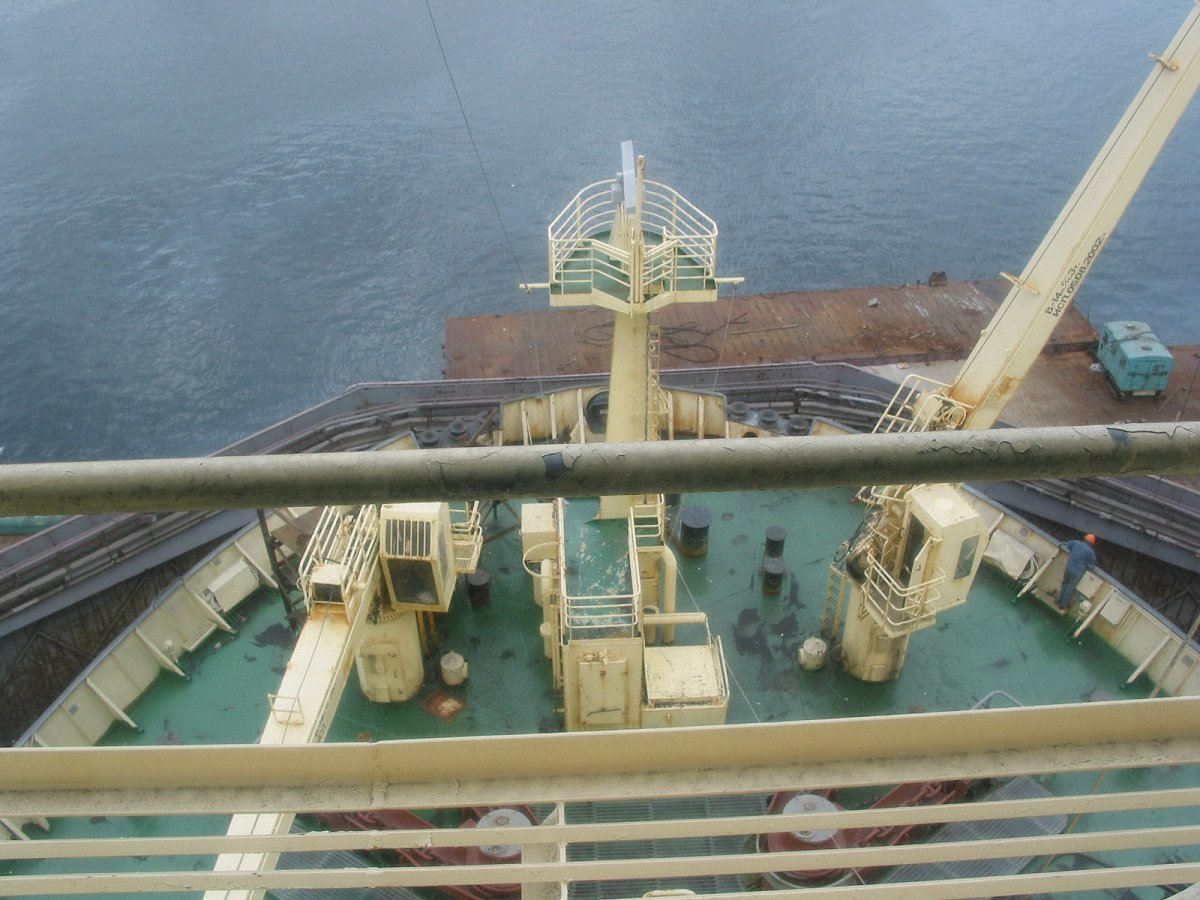
Вид на бак с мостика
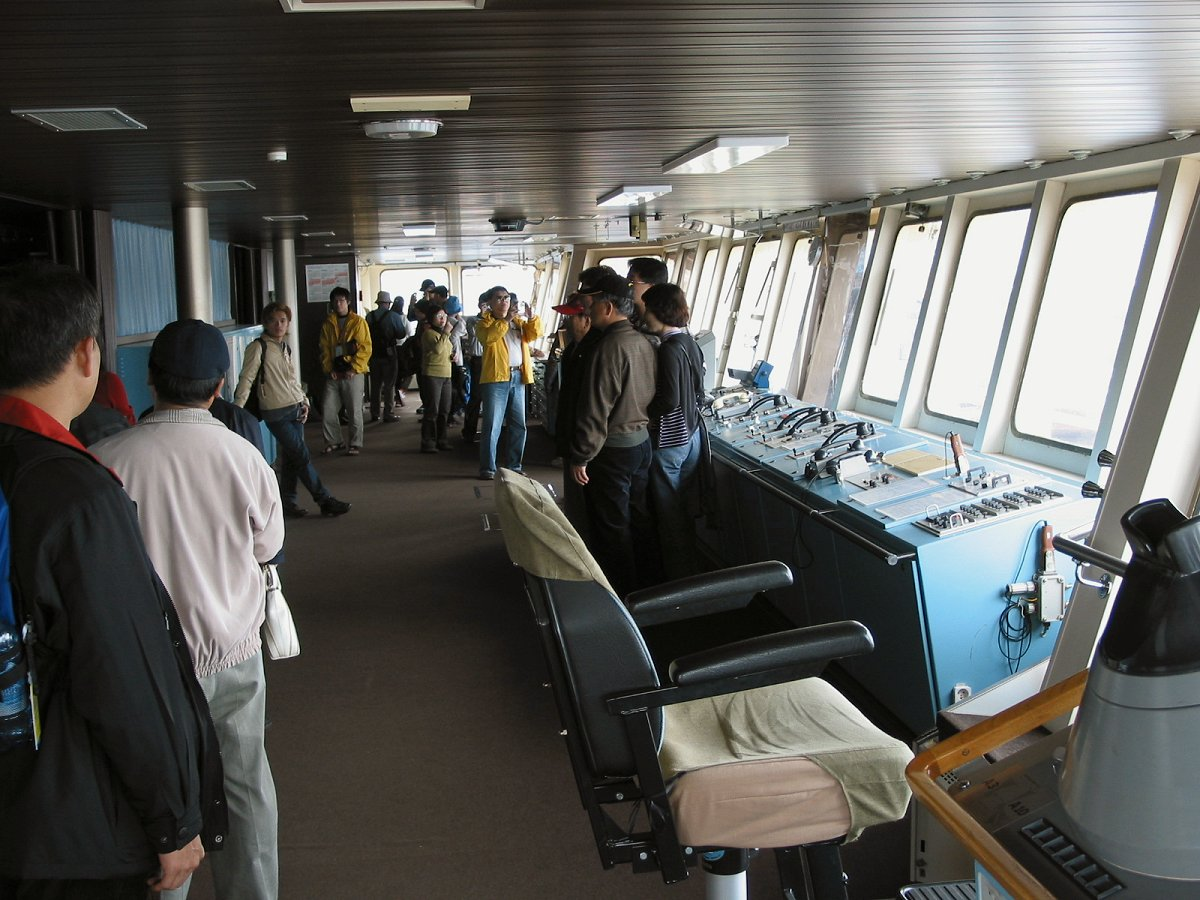
Капитанский мостик «Таймыра»
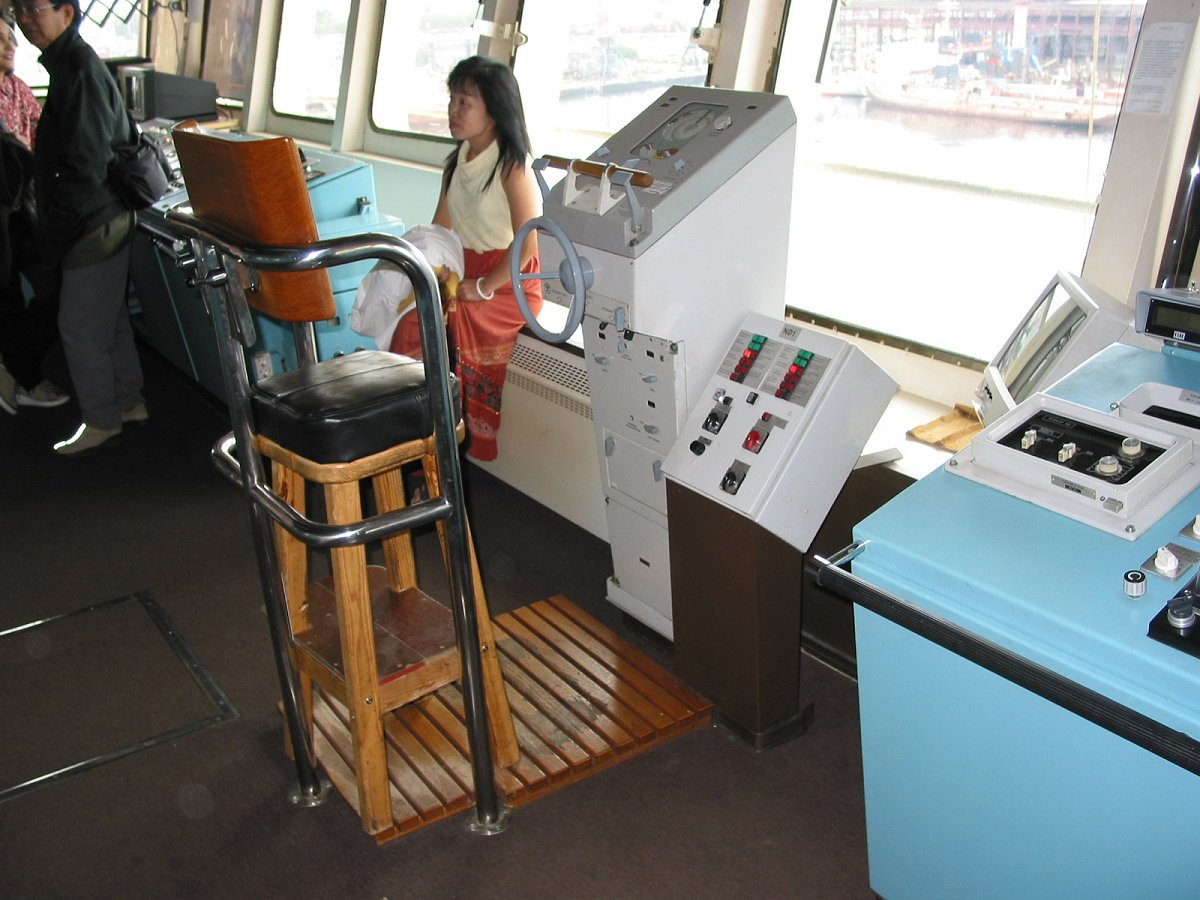
Пост рулевого управления
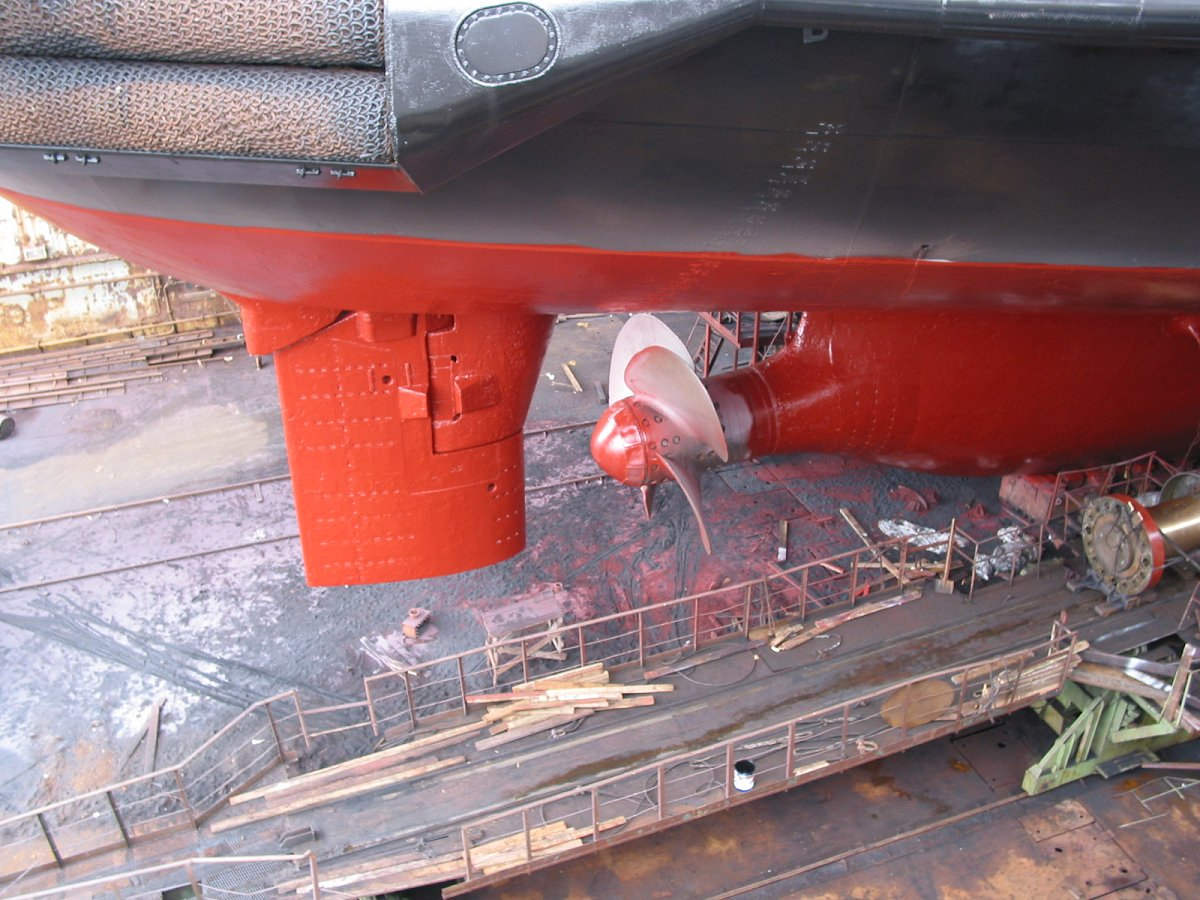
Винто-рулевая группа
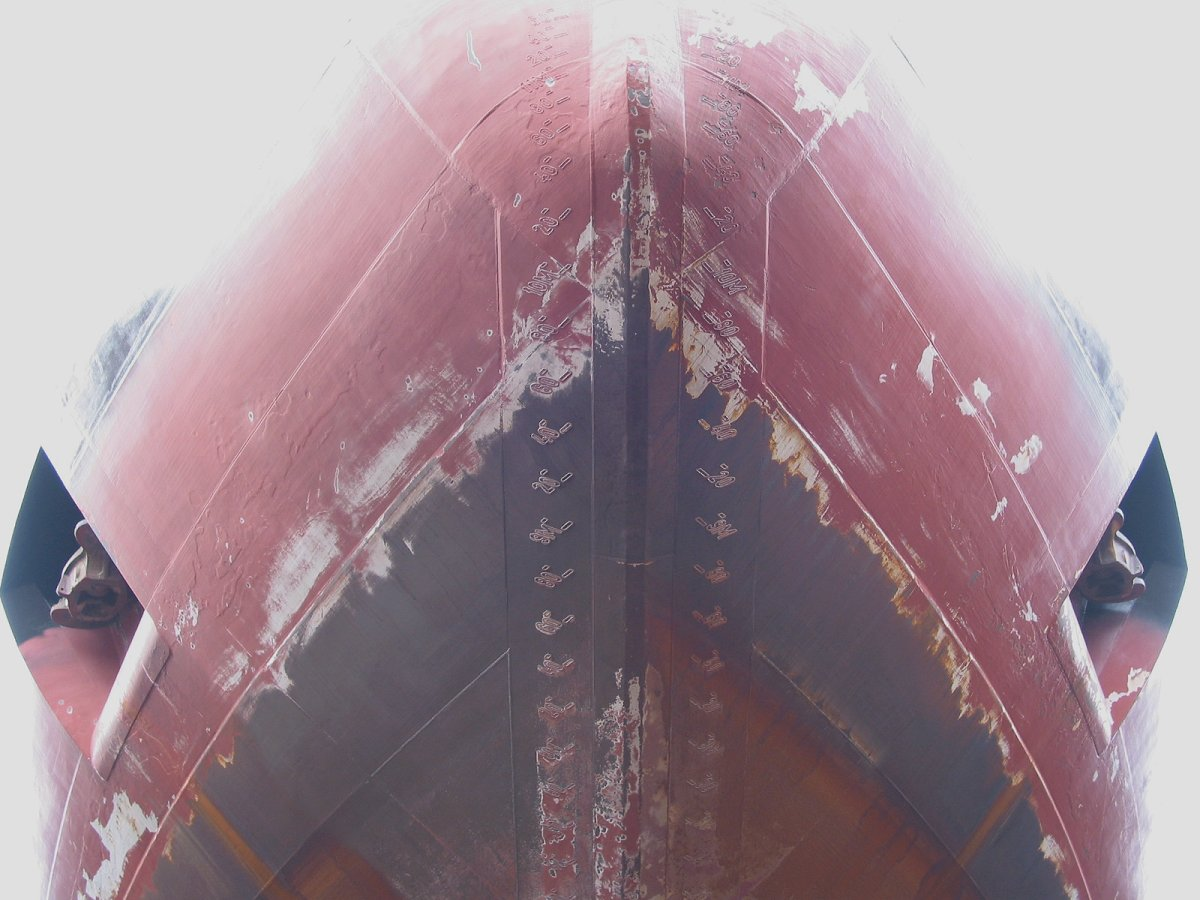
Носовая оконечность ледокола
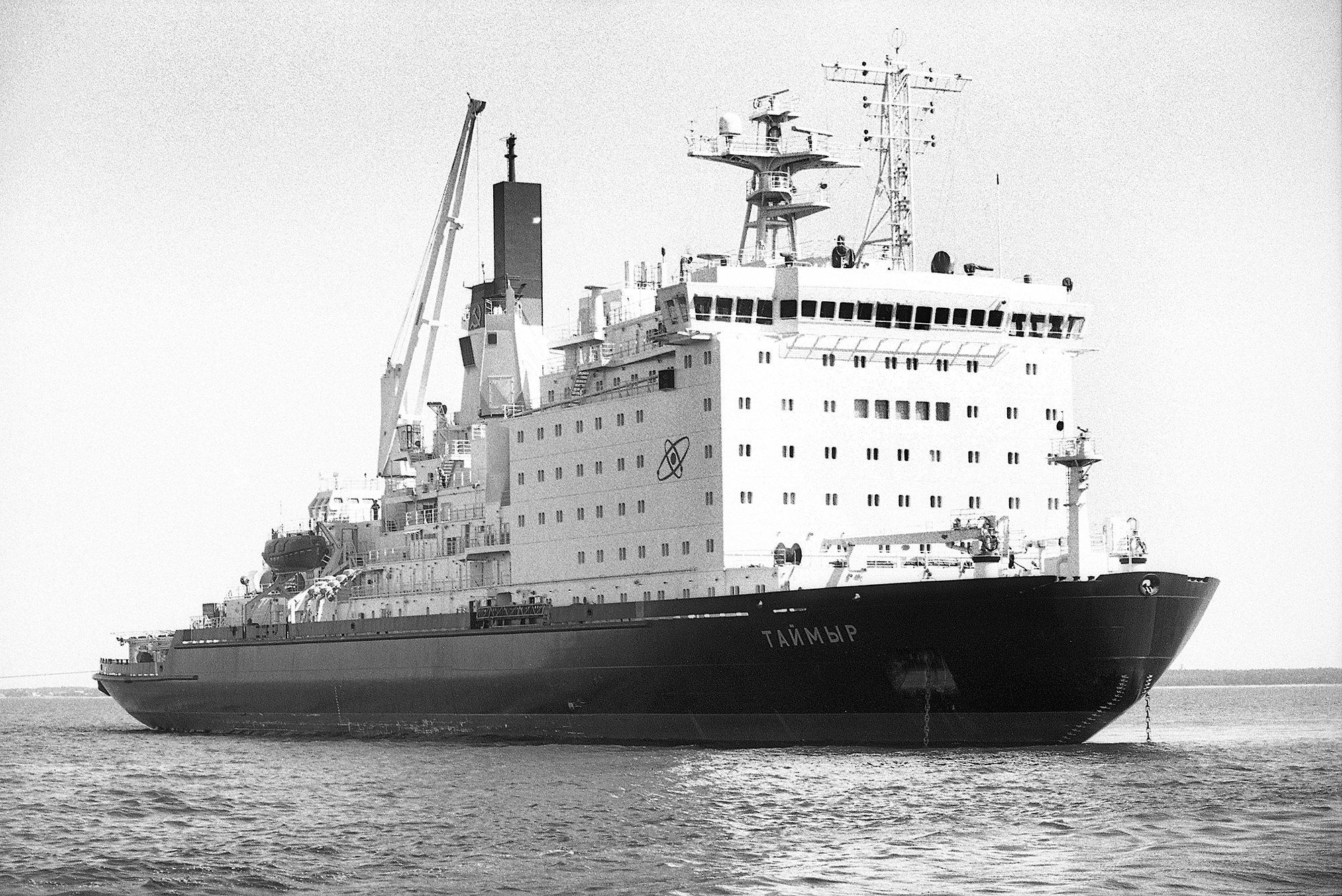
«Таймыр» на Таллинском рейде 1989
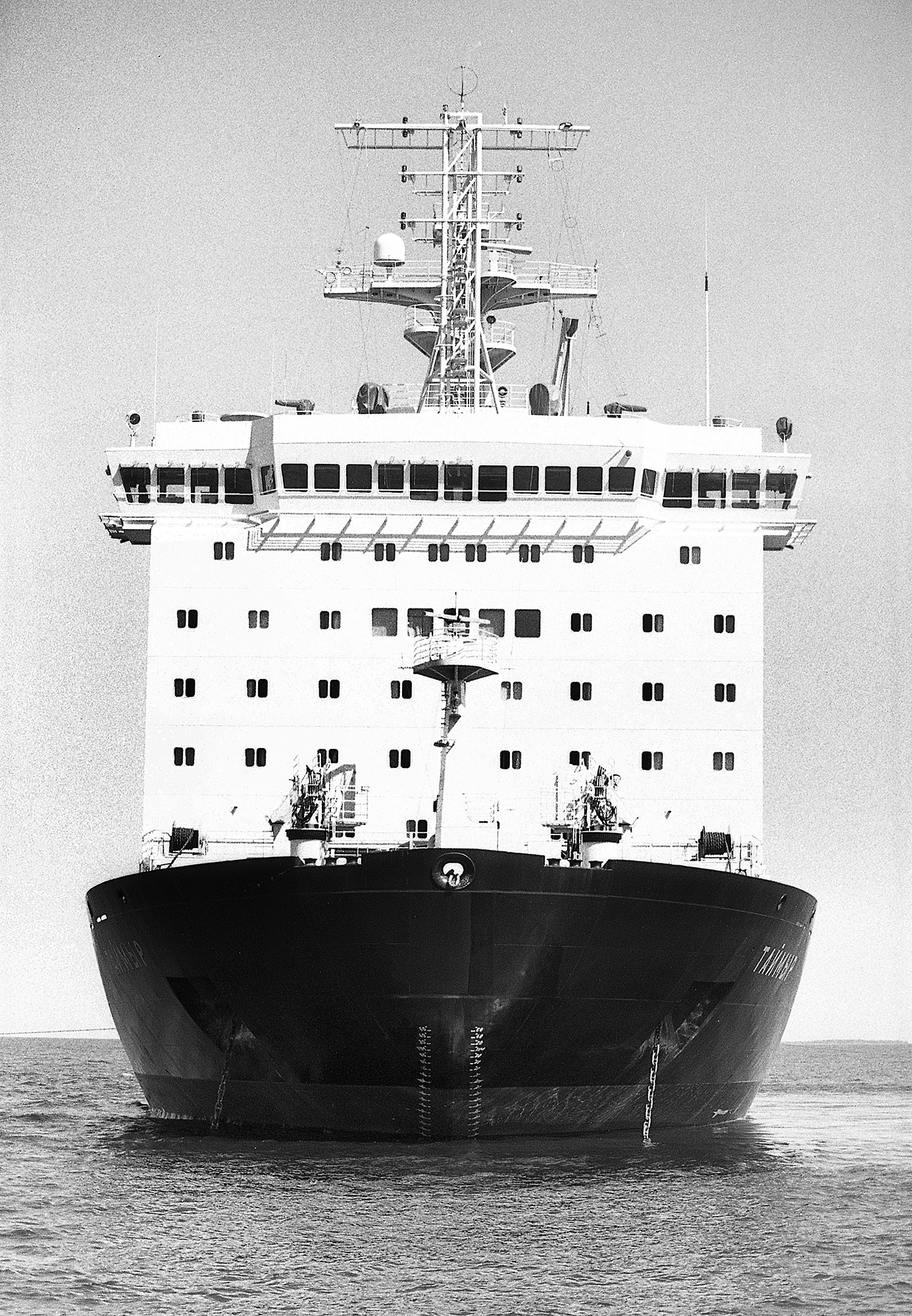
«Таймыр» на Таллинском рейде 1989
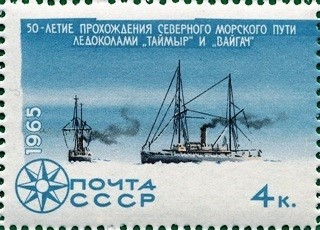
Почтовая марка СССР, 1965 год. Ледоколы «Таймыр» и «Вайгач»

### Фотогалереи и базы данных по приписке
- Список ледоколов проекта 10580 (Финляндия), типа Таймыр.